# Ingenuity
Марсіанський вертоліт Ingenuity (укр. Винахідливість) — роботизований дрон-розвідник для дослідження поверхні Марса з метою спрямування подальших пересувань ровера «Персеверанс».
Маленький дрон у вигляді вертольота використовується для тестування і демонстрації технології польотів на Марсі. За результатами тестування НАСА оцінює перспективність технології. Літаючий дрон забезпечує розвідку місцевості для марсіанського ровера.
У березні 2018 року проєкт отримав фінансування в розмірі 23 млн доларів США. 11 травня 2018 року було оголошено, що вертоліт стане частиною місії Mars 2020. Очікується до п'яти польотів вертольота впродовж 30-денного тестування цієї нової технології. Планована тривалість кожного польоту становить не більше 3 хвилин, висота — 3—10 метрів над поверхнею, проте максимальна дистанція дії дрона — до 600 метрів за один політ. Вертоліт має автоматичний режим і передаватиме дані марсоходу після кожного повернення. Якщо технологія виявиться успішною, НАСА використовуватиме її у майбутніх місіях до Марса. Керівник проєкту — Мімі Аунг. Інші учасники — AeroVironment, Дослідницький центр Еймса (НАСА) та  Дослідницький центр Ленґлі (НАСА).

## Конструкція
| Оберти/хв                    | 2400—2900                               |
| Швидкість лез                | < 0,7 Маха                              |
| Час польоту                  | До 90 с, раз на день                    |
| Час роботи                   | 1 або більше польотів впродовж 30 днів  |
| Максимальна відстань польоту | Політ: 300 м Зв'язок: до 1000 м         |
| Максимальна висота           | 5 м                                     |
| Максимальна швидкість        | Горизонтальна 10 м/с Вертикальна: 3 м/с |

Дрон Ingenuity збудований JPL як демонстраційна технологія для перевірки здатності до безпечного польоту, а також забезпечення кращого картографування та орієнтації, що надасть більше інформації для побудови безпечних маршрутів майбутніх місій, допоможе у пошуках цікавих місць для дослідження. Гелікоптер має отримувати зображення, які приблизно вдесятеро перевищуватимуть роздільну здатність зображень з орбіти Марса, а також відображатиме особливості, які не помітять камери марсохода. Очікується, що такі дрони зможуть забезпечити втричі більшу безпечну прохідність за один марсіанський день. Ця демонстраційна технологія може стати базою для побудови більш функціонального літального апарата для дослідження Марса, а також інших небесних тіл з атмосфери. Наступне покоління вертольотів може бути масою в межах 5—15 кг з науковим навантаженням масою 0,5—1,5 кг. Такий апарат може мати прямий зв'язок з орбітальним апаратом, а також може працювати окремо від наземного апарата. Майбутні дрони можуть бути використані для дослідження особливих місцевостей з льодом у ґрунті, в яких можуть бути виявлені ознаки минулого життя. Марсіанські дрони можуть також збирати зразки та транспортувати їх до транспортного засобу для відправки їх на Землю.

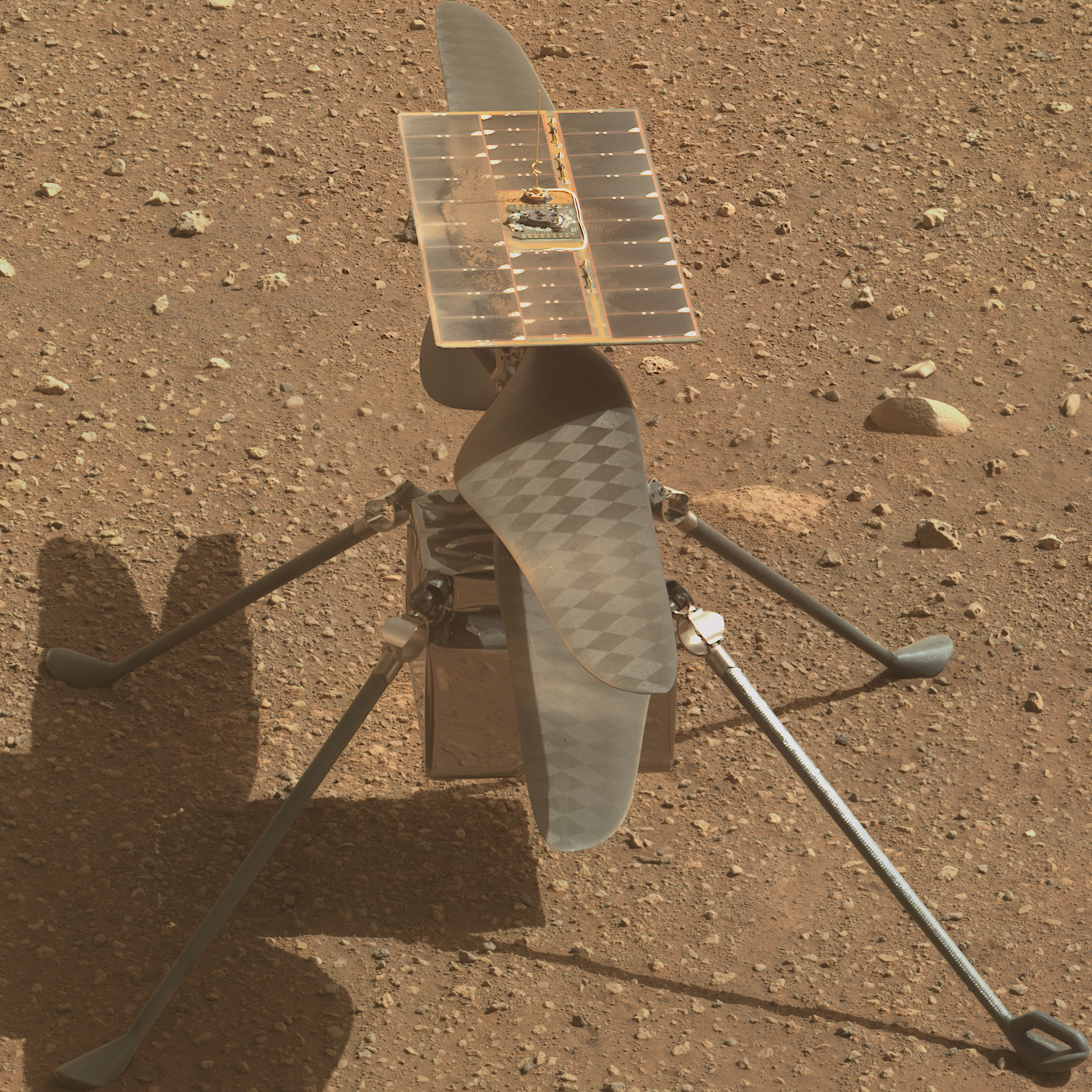
Перший годинник Ingenuity на Марсі

Дрон використовуватиме співвісні гвинти діаметром 1,1 м. Його корисне навантаження складатиметься з камери з високою роздільною здатністю для навігації, приземлення і вивчення поверхні, а також системи комунікації з марсоходом. Попри те що це літальний апарат, він сконструйований як космічний апарат і здатний витримати перевантаження під час запуску. Апарат має захищені від впливу радіації системи, здатні працювати у жорстокому навколишньому середовищі Марса. Через слабкість і нестійкість магнітного поля Марса використання компаса для навігації неможливо, тому в систему навігації апарата буде вбудована камера із сонячним трекером. Також можливе використання гіроскопа, візуального одометра, інклінометра, альтиметра та інших датчиків. Для підзарядки дрона використовуватимуться сонячні батареї — шість літій-іонних батарей Sony ємністю 2 А·год. Дрон використовує процесор Qualcomm Snapdragon та операційну систему Linux, у якій також реалізовано візуальну навігацію за допомогою оцінки швидкості, отриманої від функцій, відстежених за допомогою камери. Процесор з'єднаний із двома контролерами польоту для виконання необхідних польотних функцій. Зв'язок із ровером здійснюється за допомогою радіозв'язку за стандартом ZigBee і реалізується через 900-мегагерцові чипсети SiFlex 02, встановлені на ровері та на дроні. Система зв'язку підтримує швидкість обміну даними 250 кб/с на відстані до 1 км. Дрон під час польоту до Марса буде закріплений на днищі марсохода і буде від'єднаний на поверхні у проміжку між 60 та 90 солами після приземлення. Після цього ровер віддалиться від дрона приблизно на 100 м для здійснення тестового польоту останнього.

## Розробка

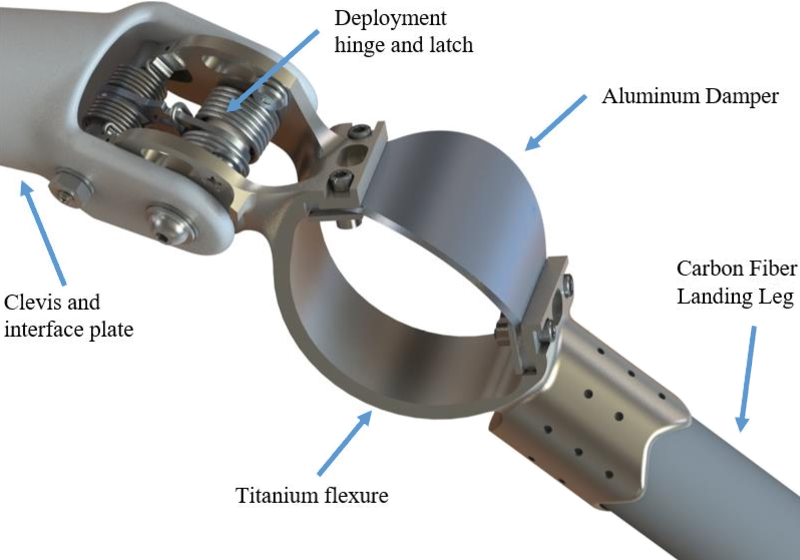
Підвіска Ingenuity

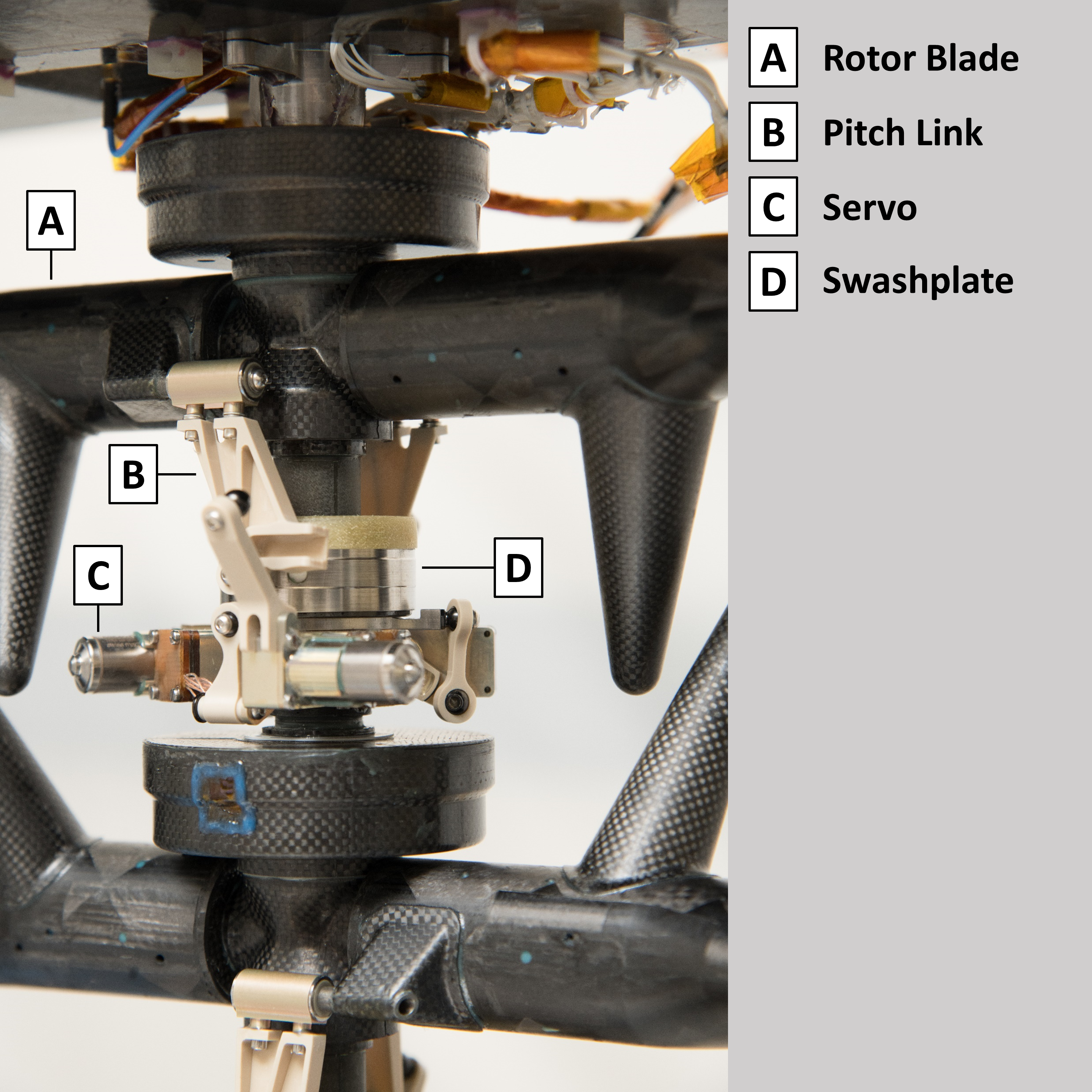
Ротори вертольота

Лабораторія реактивного руху НАСА та Каліфорнійський технологічний інститут вивчали можливість відправки роботизованого дослідника разом із марсоходом, опублікувавши концепт вертольота у 2014 році. У середині 2016 року було запитано фінансування у розмірі 15 млн дол. для підтримки розробки дрона. У грудні 2017 року інженерні моделі були протестовані у штучній марсіанській атмосфері. Моделі повинні були бути протестовані в Арктиці, проте не була підтверджена подальша розробка, а також фінансування. У березні 2018 року було надано фінансування у розмірі 23 млн дол. для подальшої розробки дрона. 11 травня 2018 року було анонсовано, що дрон може бути завершений та протестований для запуску разом із місією «Марс 2020». Дрон успішно пройшов польотні випробування, тест навколишнього середовища та був встановлений на днище ровера у серпні 2019 року. Його маса до 1,8 кг, а конструкція розрахована на здійснення щонайменше 5 польотів. Назву дрону дала Ваніза Рупані (Vaneeza Rupani), школярка з 11 класу з Нортпорта (Алабама), яка взяла участь у конкурсі НАСА «Назви ровер».

## Участь в місії на Марсі

### 2021 рік
19 квітня 2021 року вертоліт Ingenuity здійснив свій перший випробувальний політ на Марсі.

### 2022 рік
8 лютого 2022 року вертоліт Ingenuity здійснив 100-секундний політ на Марсі, який став першим польотом у 2022 році та 19-м польотом на Марсі загалом. За повідомленням пресслужби Лабораторії реактивного руху (JPL) у Південній Каліфорнії (США), політ був запланований на 5 січня, однак у перші дні нового року біля кратера Єзеро піднялася сильна пилова буря, тому команда НАСА вирішила відкласти політ, доки буря не стихне. Це зробило Ingenuity першим апаратом, політ якого було затримано через погані погодні умови на іншій планеті.
8 квітня 2022 року, згідно з даними бортового журналу місії, Ingenuity встановив рекорд, подолавши відстань 704 м.

### 2023 рік
22 лютого 2023 року, під час свого 45-го польоту, Ingenuity подолав пів кілометра та йому вдалося сфотографувати захід Сонця на Марсі.
13 квітня 2023 року Ingenuity здійснив свій 50-й політ на Марсі. Під час цього вильоту він досяг максимальної висоти 18 метрів, що є вищим, ніж будь-коли раніше, та подолав відстань 322 метри.
19 квітня 2023 року марсохід НАСА «Персеверанс» втратив свого роботизованого вертольота-розвідника Ingenuity, який здійснював свій 51-й політ та згідно з останніми повідомленнями не зміг приземлитися у визначеному місці, а зв'язок із ним було втрачено[неавторитетне джерело].
Проте, як стало відомо, 26 квітня 2023 року відбувся 52-й політ Ingenuity, який був внесений до офіційного журналу місії як успішний. Політ відбувся вдало, але диспетчери місії в Лабораторії реактивного руху (JPL) втратили зв'язок із вертольотом, коли він спускався до поверхні для посадки. Метою 52-го польоту на 363 метри та тривалістю 139 секунд полягала в тому, щоб змінити положення вертольота та зробити знімки марсіанської поверхні для наукової групи марсохода.

26 травня 2023 року головний інженер місії Ingenuity Тревіс Браун, який працює в Лабораторії реактивного руху (JPL), повідомив, що можливою причиною невизначеності щодо пробудження та виходу на зв'язок Ingenuity можуть бути скелясті оголення на поверхні Марса, яке створило «тінь зв'язку» між Ingenuity та його роботизованим партнером, марсоходом «Персеверанс», який передає команди до та від вертольота. Літо, яке незабаром повернеться до кратера Єзеро, за словами Брауна, може зберегти проблеми зі зв'язком, адже це пов'язано з тим, що на сонячних батареях Ingenuity є велика кількість марсіанського пилу, який, ймовірно, деякий час утримуватиме чоппер у його поточному «перехідному стані живлення». Браун доповнив:
Це означає, що, на превеликий жаль команди, ми ще не закінчили грати в цю гру з високими ставками в хованки з грайливим маленьким вертольотом.[неавторитетне джерело].
28 червня 2023 року, тобто через 63 дні після 52-го польоту, до команди Ingenuity в Лабораторії реактивного руху (JPL) надійшли дані, які показали, що з першим літальним апаратом в іншому світі все гаразд. Якщо інші перевірки здоров'я Ingenuity будуть такими ж райдужними, вертоліт зможе знову полетіти протягом кількох наступних тижнів. Метою наступного, 53-го польоту Ingenuity є тимчасовий посадковий аеродром на заході, з якого команда планує виконати ще один політ на захід до нової оперативної бази поряд із виходом скелі, у дослідженні якої зацікавлена команда «Персеверанс»[неавторитетне джерело].
Наприкінці липня 2023 року Ingenuity здійснив свій 53-й політ, який був запланований як 136-секундний розвідувальний політ, присвячений збору зображень поверхні Марса для наукової команди марсохода «Персеверанс». Складний профіль польоту передбачав проліт на північ на 203 м на висоті 5 м зі швидкістю 2,5 м/с, потім вертикальне зниження до 2,5 м і зависання для отримання фото скелястого виступу. Потім Ingenuity мав би піднятися на висоту 10 м, щоб дати своїй системі відводу від небезпеки змогу спрацювати перед вертикальним зниженням і приземлитися. Натомість вертоліт виконав першу половину автономного польоту і зміг пролетіти приблизно 142 м на північ на висоті 5 м, а потім раптово спрацювала програма непередбачених ситуацій у польоті, і Ingenuity автоматично приземлився. Відповідно, загальний час польоту мав досягти тривалості у 2 хв 16 с, однак склав тільки 74 с. Команда Ingenuity впевнена, що рання посадка була ініційована, коли кадри з навігаційної камери вертольота не синхронізувалися з даними з блоку інерційних вимірювань[неавторитетне джерело].
3 серпня 2023 року, згідно з пресрелізом Лабораторії реактивного руху (JPL), Ingenuity успішно завершив свій 54-й політ, у процесі якого він зробив нові світлини на Марсі.
20 вересня 2023 року, згідно з повідомленням НАСА, Ingenuity піднявся на рекордну висоту на Марсі та протримався у повітрі 2 хв 46 с. Загалом вертоліт здійснив 59 польотів. У першому польоті апарат злетів на 3 метри за 39,1 секунди. Станом на 20.09.2023 здійснено 106,5 хвилини польоту, подолано 13,3 км відстані та досягнуто висоти до 20,0 метрів.
28 вересня 2023 року Лабораторія реактивного руху (JPL) повідомила, що 25 вересня 2023 року Ingenuity у 60-й раз піднявся в небо над Марсом. Під час польоту апарат встановив новий рекорд швидкості. Під час свого ювілейного польоту Ingenuity перебував у повітрі 133 секунди та займався зйомкою навколишньої місцевості. Завданням польоту було переміститися на нову позицію і зняти навколишню місцевість, щоб знайти нові наукові цілі для марсохода «Персеверанс». За час польоту він подолав дистанцію 340 метрів, рухаючись на висоті 16 метрів, а також встановив новий рекорд швидкості — 8 м/с (попереднє досягнення — 6 м/с).
6 жовтня 2023 року Ingenuity успішно завершив свій 61-й політ на Марсі, встановивши новий рекорд підйому на висоту. У повідомленні Лабораторії реактивного руху НАСА (JPL) зазначається, що Ingenuity під час свого останнього успішного польоту піднявся на висоту ~24 м, що на 4 м вище попереднього показника 59-го польоту. Даний політ тривав близько 129 секунд.
19 жовтня 2023 року Ingenuity здійснив свій 63-й політ над поверхнею Марса, пролетівши відстань у 579 метрів. Згідно з повідомленням Лабораторії реактивного руху (JPL) у Південній Каліфорнії (США), це була найдовша відстань від тієї, яку вертоліт подолав під час свого 25-го польоту.
3 грудня 2023 року, за повідомленням Лабораторії реактивного руху (JPL), Ingenuity завершив свій 67-й політ, під час якого пролетів 393 метри протягом понад двох хвилин[неавторитетне джерело].
19 грудня 2023 року, згідно з повідомленням Лабораторії реактивного руху (JPL), Ingenuity здійснив 69-й політ, під час якого подолав найбільшу відстань з моменту початку своєї роботи на Марсі, а саме 705 м за 135 секунд. Під час свого 68-го польоту, Ingenuity подолав 702 м за 131 с на висоті 16 м.
22 грудня 2023 року Ingenuity здійснив свій 70-й політ. Загалом Ingenuity, який був розрахований лише на 5 польотів, подолав вже близько 17,7 км.

### 2024 рік
6 січня 2024 року Ingenuity здійснив свій 71-й політ, під час якого він за 35 секунд пролетів відстань 71 метр та підіймався на максимальну висоту до 12 метрів. За інформацією Лабораторії реактивного руху НАСА (JPL), свій черговий політ Ingenuity завершив успішно[неавторитетне джерело].
18 січня 2024 року НАСА повідомило, що наприкінці 72-го польоту з Ingenuity було втрачено зв'язок. Дані, які Ingenuity встиг відправити на марсохід «Персеверанс» під час польоту, вказують на те, що вертоліт успішно піднявся на призначену йому максимальну висоту в 12 метрів, але під час запланованого спуску, зв'язок між вертольотом і марсоходом достроково перервався, тобто ще до його приземлення. Команда аналізувала дані й розглядала наступні кроки для відновлення зв'язку з вертольотом[неавторитетне джерело].
Станом на 18 січня 2024 року, згідно з бортовим журналом місії, за 72 польоти на Марсі Ingenuity перебував у польоті понад 128 хвилин і подолав загалом 17,7 км.
25 січня 2024 року Ingenuity завершив трирічну місію на Марсі після пошкодження лопаті під час планового польоту. Пізніше, марсохід «Персеверанс» виявив відірвану лопать гвинта вертольота на відстані 15 м від Ingenuity.
Наприкінці 2024 року, на зміну Ingenuity для роботи на Марсі, NASA презентувало концепт нового марсіанського вертольота під назвою Mars Chopper у рамках майбутньої місії під назвою Nighthawk.